# 莫尔迪什
莫尔迪什是葡萄牙阿威罗区的一个堂区。总面积28.01平方公里，总人口1477人，人口密度53.6人/平方公里。